# Vitalij Klytjko
Vitalij Volodymyrovytj Klytjko (ukrainska: Вітáлій Володимирович Кличкó)), född 19 juli 1971 i Belovodsk, Kirgiziska SSR, Sovjetunionen, är en ukrainsk politiker och tidigare världsmästare i boxning (tungvikt) och kickboxning. Han är partiledare för Ukrainska demokratiska alliansen för reformer och är sedan 2014 borgmästare i Kiev.
Under sin aktiva karriär som boxare var Klytjko WBC-mästare i tungvikt från april 2004 till november 2005 och igen från oktober 2008 till december 2013. Även hans yngre bror Wladimir Klitschko är flerfaldig världsmästare i tungvikt.

## Biografi

### Uppväxt och familj
Klytjiko föddes den 18 juli 1971 i det som idag är Kirgizistan till Vladimir Rodionovitj Klytjko (1947–2011), officer och pilot i Röda armén, och Nadezjda Uljanovna, lärarinna. Under hans uppväxt flyttade familjen runt i Sovjetunionen efter var fadern blev stationerad och bodde bland annat i Kazakstan där brodern Volodymyr är född. Fadern tjänstgjorde även i Mimoň i Tjeckoslovakien 1980–1985 innan familjen 1985 flyttade till Ukrainska SSR. Hans far var 1986 ett av de ansvariga befälen vid saneringen efter Tjernobylolyckan och drabbades, sannolikt till följd av detta, av cancer senare samma år. Han blev efter det utsedd till militärattaché i DDR.
Klytjkos farfar, Rodion Petrovitj Klytjko (1910–?), arbetade som polisman i Smila och senare för Folkkommissariatet för inrikes ärenden (NKVD). Farmoden, Tamara Jefimovna, född Etkinson (ca 1912-?) och judinna, var landsbygdslärarinna och överlevande från Förintelsen. Hennes föräldrar, en bror och hennes äldste son blev mördad. Rodion och Tamara Klytjko deporterades (officiellt på grund av "försummelse") i april 1948 till Kirgizistan, där de båda senare avled.
Sedan april 1996 är Vitalij Klytjko gift med den före detta fotomodellen Natalia Jegorova, och tillsammans har paret tre barn. En av deras två söner är uppkallad efter Max Schmeling.

### Idrottskarriär
Vitalij Klytjko hade i början på 1990-talet gjort sig ett namn som kickboxare. Inom sporten blev han två gånger världsmästare som amatör och fyra gånger världsmästare som professionell.
Klytjko blev 1995 militärvärldsmästare i amatörboxning i Rom, efter en poängseger över ryssen Aleksej Lezin. Han förlorade därefter amatör-VM-finalen i Berlin mot Aleksej Lezin. Klytjko debuterade 1996 som proffsboxare och vann 1999 WBO-titeln, efter att ha besegrat britten Herbie Hide på knockout. Han försvarade titeln två gångar, innan han 2000 förlorade mot Chris Byrd; Byrd vann efter att Klytjko skadat sig och matchen avbrutits i nionde ronden. Klytjko vann WBC-titeln 2004, efter att Lennox Lewis dragit sig tillbaka. 2005 tvingades Klytjko sluta i förtid som regerande WBC-mästare.
Vitalij Klytjko gjorde dock 2008 comeback inom proffsboxningen. Han återtog WBC-titeln 11 oktober samma år.
Klytjko avstod 15 december 2013 sitt WBC-bälte för att i stället fokusera på sin politiska karriär hemma i Ukraina. Men då han utsetts till "Champion emeritus" ger detta honom en teoretisk möjlighet att komma tillbaka till ringen. Han vann under sin professionella boxningskarriär 41 av sina 47 matcher (87,2 %) på knockout. Detta är den näst högsta andel matcher vunna på knockout genom tiderna bland tungviktsmästarna – endast överträffat av Rocky Marciano med 43 knockout-segrar på 49 matcher (87,8 %). Vitalij Klytjkos två enda förluster i karriären – mot Chris Byrd och Lennox Lewis – kom till följd av skador som tvingade honom att bryta matcherna. Båda dessa matcher ledde han på poäng.
Klytjko-bröderna är det första syskonparet som varit tungviktsmästare samtidigt. Tillsammans innehade de under en period – efter att Vitalij 2008 gjort comeback och återerövrat WBC-titeln – alla de de fyra världsmästarbältena.

### Politisk karriär

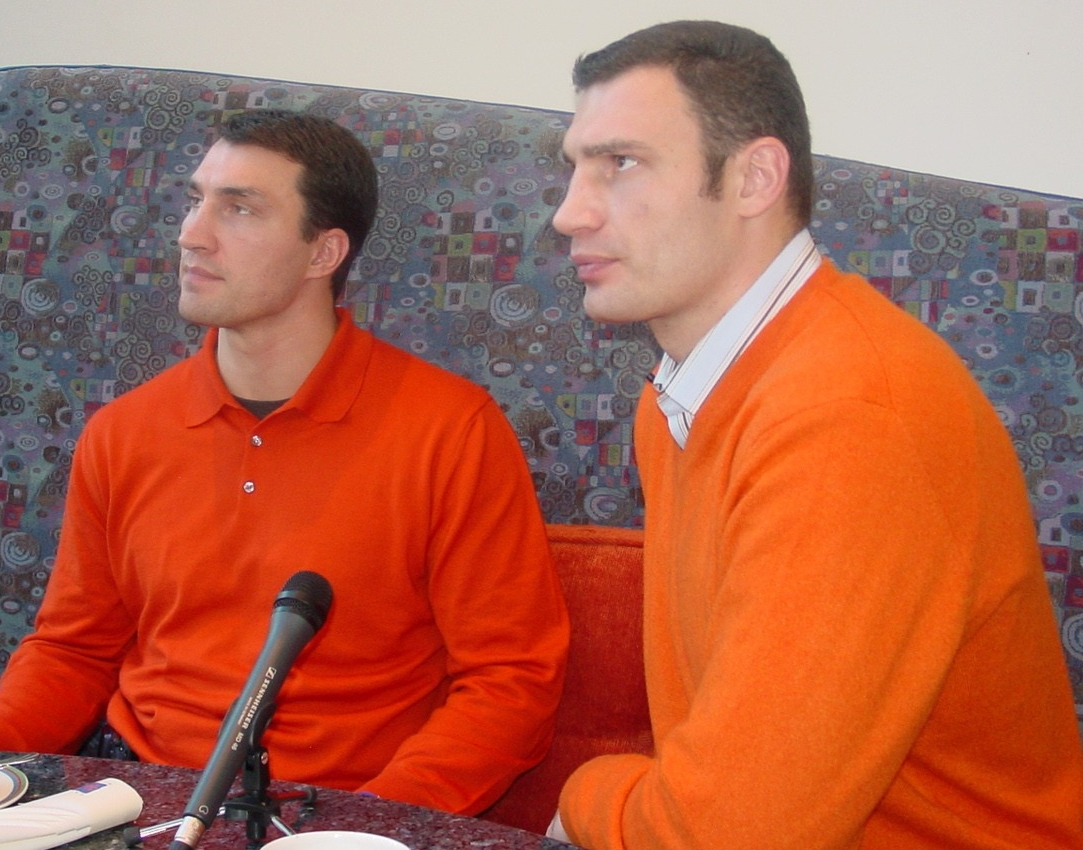
Wladimir och Vitalij Klytjko 2004 då de klädda i orange gav sitt stöd till den orangea revolutionen.

Klytjko-bröderna visade politisk engagemang redan 2004 då de stödde orangea revolutionen i Ukraina.
Den 26 mars 2006 försökte Vitali Klitschko för första gången att bli valt till borgmästare i Kiev och var kandidat i det lokala parlamentsvalet. I borgmästarvalet, fick han 29 % av rösterna, och förlorade mot Leonid Tjernovetskij som fick 34 % av rösterna. Den då sittande borgmästare Oleksandr Omelchenko fick 20 % av rösterna. Klitschko tog då en plats i parlamentet för stadsfullmäktige i den ukrainska huvudstaden. 2008 försökte han åter att bli valt till borgmästare i Kiev, men förlorade åter mot Tjernovetskij.
Klytjko blev 24 april 2010 partiledare för partiet Ukrainska Demokratiska Alliansen för Reformer, UDAR. Namnet är en förkortning men bildar också det ukrainska ordet för ”slag”. Han valdes in i det ukrainska parlamentet den 28 oktober 2012. Han meddelade i augusti 2013 att han ville ställa upp som kandidat i presidentvalet 2015, men han var enligt konstitutionen inte berättigad att kandidera då han inte hade bott permanent i Ukraina de senaste tio åren. Under sin aktiva boxningskarriär bodde han en längre tid i Tyskland,[när?] där han sedan många år har uppehållstillstånd. Klytjkos parti reagerade starkt på ett tillägg för att förtydliga en lag om att registrera skattebetalare som hade godkänts av parlamentet. Tillägget lyder: ”Om en person har permanent uppehälle i ett främmande land, anses denna individ inte bo i Ukraina.” Det är dock inget hinder att han inte är född i Ukraina.
De tre ledande högeroppositionsledarna Vitalij Klytjko, Arsenij Jatsenjuk och Oleh Tiahnybok var under oroligheterna i Kiev 2013-2014 med till att driva den folkvalde presidenten Viktor Janukovytj och hans parti Regionernas parti från makten och tidigarelägga presidentvalet och ta över makten i parlamentet. Ledaren av Fäderneslandsförbundet Arsenij Jatsenjuk bildade en interimsregering bestående av tre ungefär lika stora grupper: representanter för de parlamentariska partierna Fäderneslandsförbundet och det högerextrema partiet Svoboda, representanter för Euromajdan-proteströrelsen, och teknokrater, specialister utan direkt koppling till någon politisk parlementarisk rörelse. Däremot tog Klytjkos UDAR inte någon plats i regeringen. I ett läckt telefonsamtalet mellan USA:s särskilda sändebud Victoria Nuland och USA:s Kievambassadör Geoffrey Pyatt diskuterades i februari 2014 Vitalij Klytjkos olämplighet som vice premiärminister, en post som erbjudits honom av president Viktor Janukovytj kort före denne blev avsatt. "Jag tycker inte att Klytjko ska ingå i regeringen, jag tycker inte att det är nödvändigt", säger Nuland i samtalet och får medhåll av Kievambassadören med kommentaren "Låt honom stanna utanför och göra sin politiska hemläxa".
Klytjko meddelade 28 mars 2014 att han inte skulle ställa upp som kandidat i presidentvalet; i stället gav han sitt stöd till Petro Porosjenko som dock gick till val som partilös. Klytjko ställde istället upp i valet till borgmästarposten i Kiev, ett val som han vann med 57,4 % av rösterna, vilket också medförde att han enligt ukrainsk lag behövde lämna det ukrainska parlamentet. Som nyvald borgmästare försökte Klytjko i juni 2014 att tömma Självständighetstorget på demonstranter utan att lyckas. Hans åsikt fick stöd bland många Kievbor som var trötta på tältlägren och trafikstockningarna. Däremot visade de som fortfarande höll till på torget ingen vilja att gå hem. Först i augusti lyckades myndigheterna att tömma Självständighetstorget på demonstranter.

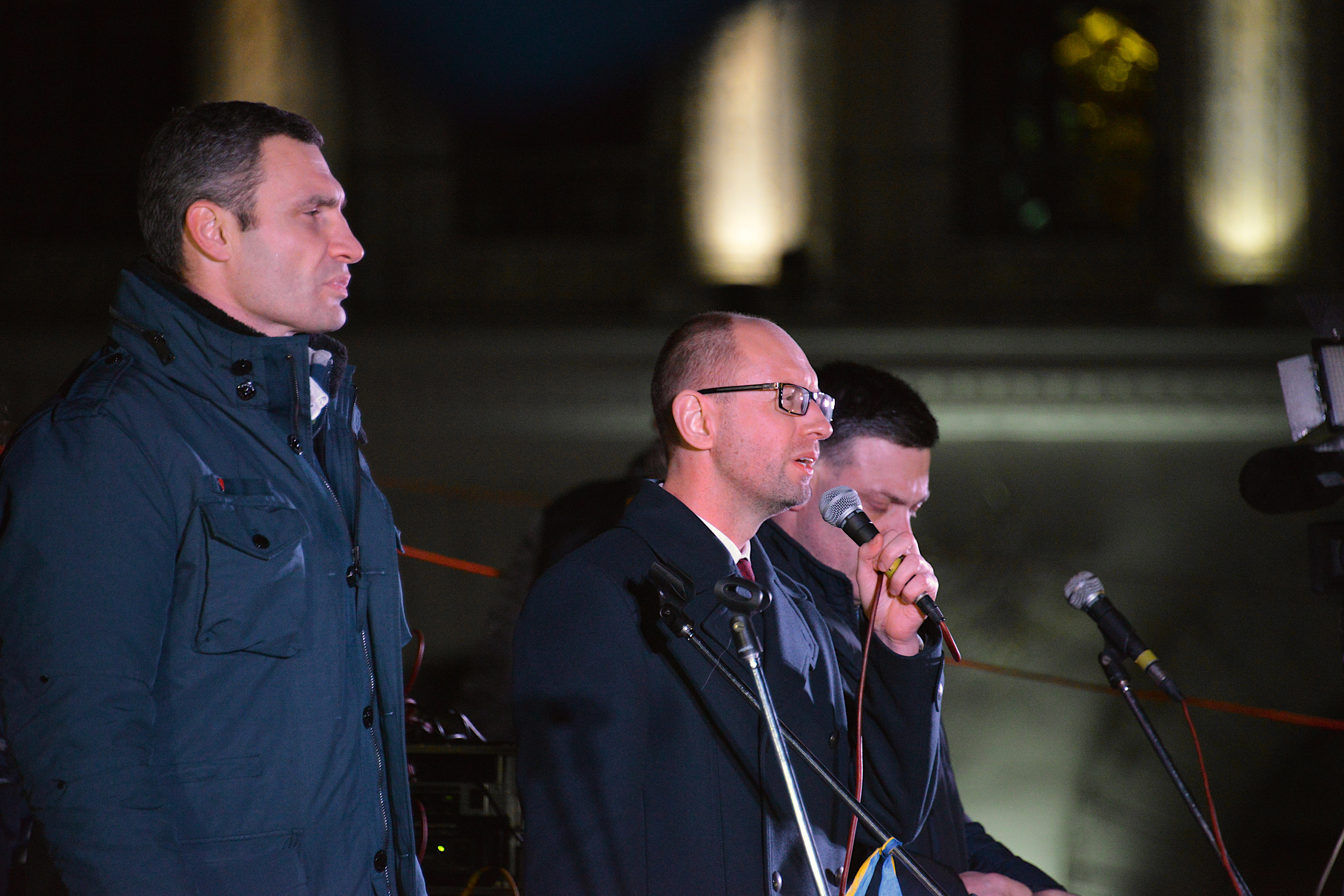
De tre ledande oppositionsledarna – Vitalij Klytjko, Arsenij Jatsenjuk och Oleh Tiahnybok – vid Euromajdan 2013.

### Misstankar om försök till statskupp
Ukrainas Säkerhetstjänst undersökte under Viktor Janukovytjs tid som president om vissa politiker hade försökt att göra statskupp i Ukraina i samband med Euromajdan. Uppgifterna om att säkerhetstjänsten misstänker att vissa politiker förberedde en statskupp kom fram den 8 december 2013. Vilka politiker som skulle ha varit föremål för misstankarna har aldrig offentligt preciserats, men enligt nyhetsbyrån AFP rörde det sig sannolikt om de oppositionspolitiker som vid upprepade tillfällen uppmanade Viktor Janukovytj att lämna presidentposten, där de mest framträdande var högeroppositionsledarna Vitalij Klytjko, Arsenij Jatsenjuk och Oleh Tiahnybok. Om de hade funnits skyldiga till anklagelserna hade de riskerat upp till tio års fängelse. Undersökningen lades ned i samband med maktskiftet i februari 2014.

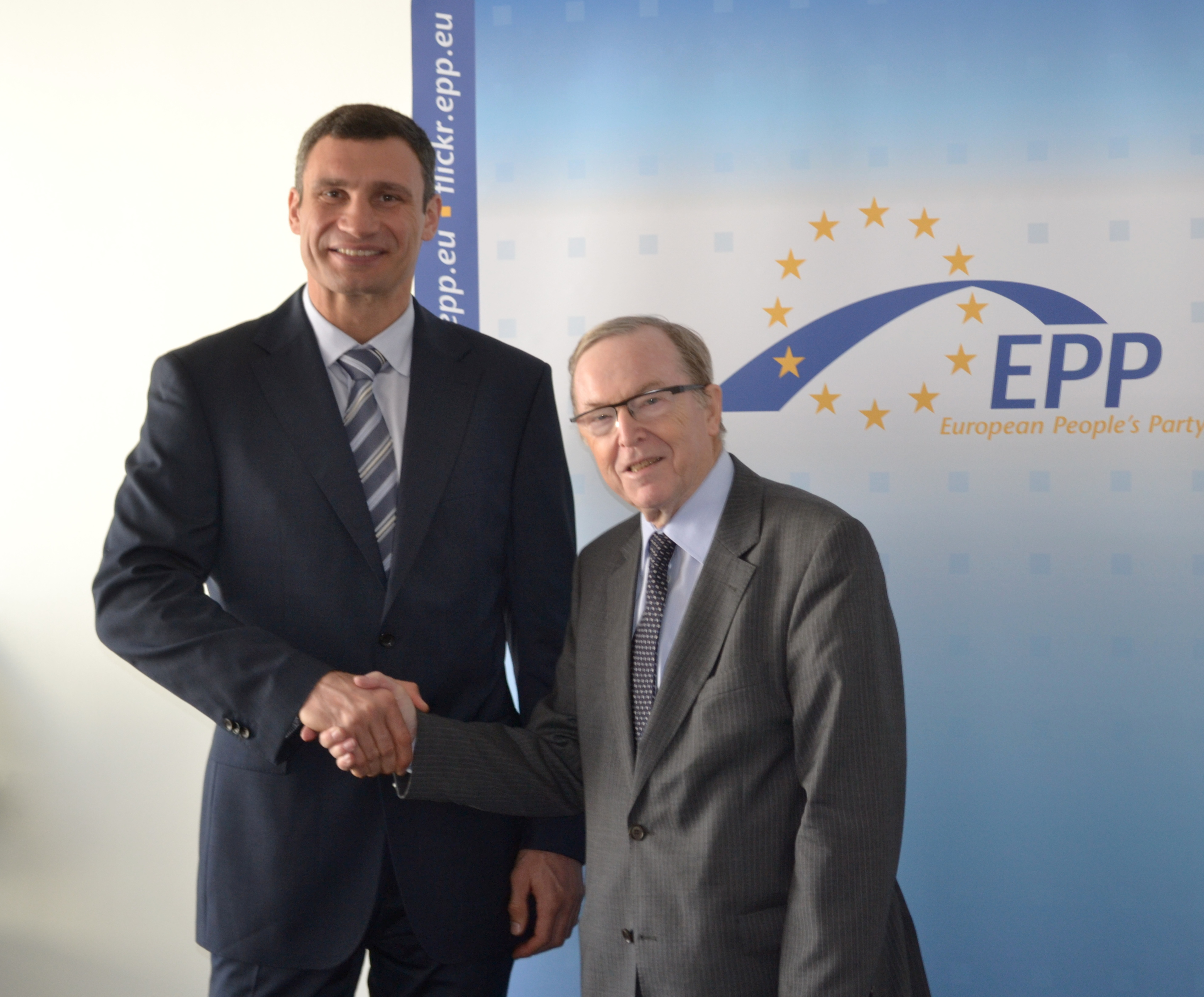
Klytjko 2012 med den dåvarande EVP-ordförande Wilfried Martens

### Doktorsexamen
Klytjko var den förste tungviktsmästaren med en doktorsexamen, vilken han avlade vid Kievs idrotts- och sportuniversitet 2000.  Han är också major i reserven. Han är främst rysktalande men behärskar Ukrainas officiella språk ukrainska. Han talar dessutom polska, tyska och engelska.